# علاج سلوكي جدلي

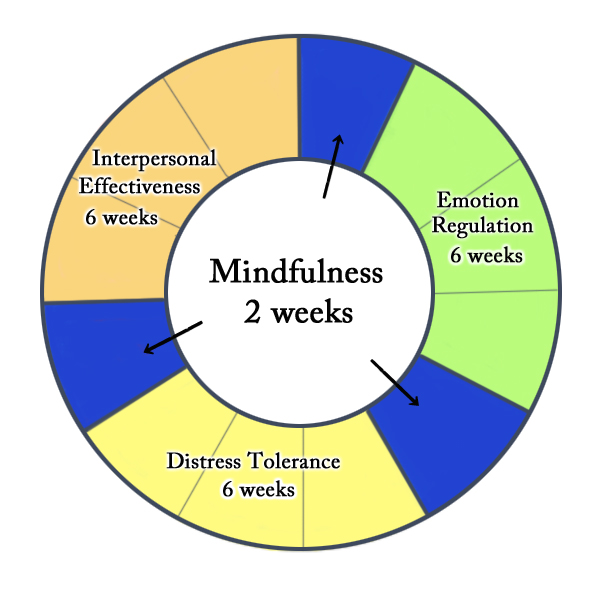

العلاج السلوكي الجدلي (يرمز له DBT اختصاراً من Dialectical behavior therapy) هي وسيلة علاج نفسي مصممة من أجل معالجة الأشخاص في تغيير نمط سلوكهم غير الفعال مثل إيذاء النفس والتفكير بالانتحار ومعاقرة المواد. إن هذه الطريقة في العلاج تهدف إلى مساعدة الأشخاص في زيادة الضبط العاطفي والمعرفي من خلال التعرف على الأمور التي تولد عندهم الأحاسيس والحالات النشطة، كما تهدف إلى مساعدتهم في تقييم أي وسائل التأقلم التي عليهم أن يستخدمونها خلال تتابع الأحداث والأفكار والأحاسيس والسلوكيات، والتي تقودهم في النهاية إلى سلوك غير مرغوب به. يفترض أسلوب العلاج السلوكي الجدلي أن الأشخاص يقومون بأحسن ما لديهم من أجل تجنب حدوث ذلك السلوك، لكن ينقصهم المهارات، أو أنهم يتأثرون بتدعيمات إيجابية أو سلبية، والتي تتدخل في الأداء الوظيفي لأحدهم.
طور أسلوب العلاج السلوكي الجدلي كشكل محور من أسلوب العلاج السلوكي المعرفي من قبل عالمة النفس مارشا لاينهان Marsha M. Linehan من أجل معالجة الأشحاص المصابين باضطراب الشخصية الحدي (BPD) وحالات فردية من التفكير الانتحاري المزمن. على الرعم من أن الأبحاث حول فعالية هذا الأسلوب في معالجة حالات أخرى هي محدودة جداً، فإن DBT يستخدم بالإضافة إلى أساليب علاجية أخرى لعلاج اضطرابات نفسية مثل التي تحدث عند الإصابة الدماغية الرضحية، أو من أجل اضطرابات الأكل أو اضطرابات المزاج. كما عثر على فعالية لهذا الأسلوب من العلاج في حالات الناجين من الانتهاك الجنسي، وكذلك في حالات الإدمان على المواد الكيميائية (العقاقير).
يجمع العلاج السلوكي الجدلي بين الأساليب المعرفية السلوكية المعيارية لتنظيم الانفعالات والتقييم الواقعي لمفاهيم مثل: تحمل الضيق، والتقبل، والتفكير العقلاني المستمد من البوذية إلى حد كبير. يعتمد العلاج السلوكي الجدلي على نظرية علم الاجتماع الحيوي التي تصف المرض العقلي، وهو أول علاج يثبت تجريبيًا أنه ناجع في علاج اضطراب الشخصية الحدي بوجه عام. أظهرت أول تجربة سريرية عشوائية من العلاج السلوكي الجدلي انخفاض معدلات الإيماءات الانتحارية، ودخول المستشفى بغرض العلاج النفسي، والتسرب من الاستشفاء بالمقارنة مع طرق العلاج المعتادة.
أظهر تحليل تلوي أن العلاج السلوكي الجدلي أحدث تأثيرات معتدلة في الأفراد الذين يعانون من اضطراب الشخصية الحدية.

## نظرة عامة
يعتبر العلاج السلوكي الجدلي جزءًا من «الموجة الثالثة» للعلاج المعرفي السلوكي (سي بي تي)، إذ يساعد العلاجُ السلوكي الجدلي العلاجَ المعرفي السلوكي لتحسين تكيف المرضى في التعامل مع الإجهاد. لاحظت لاينهان «الإنهاكَ» الذي يصيب المعالجين النفسيين بعد التعامل مع المرضى الذين ليس لديهم دافعية للعلاج، ويرفضون التعاون للوصول إلى علاج ناجع. كانت رؤيتها الأساسية الأولى تتلخص في إدراك حقيقة مفادها أن المرضى الذين يعانون من أفكار انتحارية مزمنة، والذين كانوا ضمن نطاق دراستها، تربوا في بيئات تنتقص من صلاحية الفرد بشدة، وبالتالي احتاجوا إلى جو من الطيبة المُحبة وقليلًا من التقبل غير المشروط (ليس ذلك النهج الإنساني الإيجابي الذي تبناه كارل روجرز، بل النهج الميتافيزيقي الطبيعي الذي تبناه ثيت نات هانه) الذي يمكن من خلاله تأسيس تحالف علاجي ناجح. تضمنت رؤيتها الثانية ضرورة وجود التزام مناسب من جهة المرضى، وأن يكونوا مستعدين لتقبل المستوى الجسيم الذي قد تصل إليه اضطراباتهم العاطفية.
يسعى العلاج السلوكي الجدلي إلى جعل المريض ينظر إلى المعالج أثناء معالجة المشاكل النفسية على أنه حليف لا خصم. وبناء على ذلك، يحرص المعالج على تقبل مشاعر الحالة وتقديرها في أي وقت من الأوقات، مع توعية الحالة بأن بعض المشاعر والسلوكيات عسِر التكيف، وعرض بدائل أفضل لها. يركز العلاج الجدلي السلوكي على اكتساب المريض مهارات جديدة وتغيير سلوكياته للوصول إلى الهدف النهائي المتمثل في تحقيق «الحياة الجديرة بالعيش»، كما يراها المريض.
عند علاج اضطراب الشخصية الحدي، يحمل المصاب-وفقًا لنظرية علم الاجتماع الحيوي الخاصة بالعلاج السلوكي الجدلي- أهبة بيولوجية للاضطراب عاطفيًا، وتساهم بيئته الاجتماعية في تأكد السلوك غير المتكيف.
جمعت لاينهان وآخرون بين الالتزام بالشروط الأساسية للتقبل والتغيير من خلال مبدأ الجدلية (الذي يُجمع فيه بين الأطروحة ونقيضها) جامعين مهارات التنظيم الانفعالي الذاتي المستمدة من التقاليد النفسية الغربية، مثل: العلاج السلوكي المعرفي، والمتغير البينشخصي، و«التدريب التوكيدي»، والتقاليد التأملية الشرقية، مثل التأمل العقلاني البوذي. كانت إحدى مساهماتها تغيير الطبيعة العدائية في العلاقة بين المعالج والحالة إلى تعاون مبني على الحب الصارم المتبادل.
كانت إحدى مساهماتها تغيير طبيعة الخصومة للعلاقة بين المعالج والعميل لصالح تحالف قائم على الحب الصارم ما بين الذوات.
يمكن القول إن العلاج السلوكي الجدلي بالكامل يتكون من أربعة عناصر:
- الفرد: يناقش المعالج والمريض المشاكل المسجلة في المذكرات اليومية التي تظهر خلال الأسبوع، ويتبعان التسلسل الهرمي المستهدف للعلاج. تحظى سلوكيات مثل سلوك إيذاء النفس، أو السلوك الانتحاري، أو السلوكيات المهددة للحياة، بأولوية قصوى. تأتي بعدها في الأولوية السلوكيات التي تتداخل مع مسار العلاج، حتى لو لم تكن مؤذية للنفس أو للآخرين بشكل مباشر. تُعرف هذه السلوكيات بالسلوكيات المتداخلة مع العلاج. تأتي في المرتبة الثالثة المشاكل المتعلقة بجودة الحياة ومحاولة العمل على تحسين حياة الفرد بشكل عام. يعمل المعالج والمريض أثناء العلاج الفردي على تحسين استخدام المهارات. في كثير من الأحيان، تُناقش مجموعة مهارات لتذليل العقبات التي تحول دون العمل بمثل هذه المهارات.
- المجموعة: تجتمع المجموعة عادة مرة واحدة في الأسبوع لمدة ساعتين إلى ساعتين ونصف، وتتعلم كيفية استخدام مهارات محددة مقسمة إلى أربع وحدات مهارية: التفكير العقلاني الجوهري، والتأثير البينشخصي، وتنظيم الانفعالات، وتحمل الضيق.
- فريق الاستشارات المعالج: يشمل فريق الاستشارات المعالج جميع المعالجين الذين يقدمون العلاج السلوكي الجدلي. يُعقد اجتماع أسبوعي يعمل على دعم المعالج في توفير العلاج.
- المشورة الهاتفية: ابتُكرت المشورة عبر الهاتف للمساعدة في تعميم المهارات في حياة المريض اليومية. تكون المشورة الهاتفية موجزة ومقتصرة على التركيز على المهارات.

لا يُستخدم أي عنصر بمفرده، فالعنصر الفردي ضروري للحيلولة دون حدوث أي زعزعة في الجلسات الجماعية بسبب الدوافع انتحارية أو الأزمات عاطفية غير المتحكَّم بها، في حين تعمل الجلسات الجماعية على تعليم المهارات الخاصة بالعلاج السلوكي الجدلي، وتساهم أيضًا في العلاج بتوفير التدرب على تنظيم الانفعالات والسلوك في سياق اجتماعي، أي المجتمع العلاجي. تُستخدم مهارات التدرب على العلاج السلوكي الجدلي بمفردها لتحقيق الأهداف العلاجية في بعض المراكز الطبية، وقد أتاح الهدف الشامل الذي تتضمنه عملية تنظيم الانفعالات المستخدمة في العلاج السلوكي الجدلي استخدامها في أنشطة وعلاجات أخرى، على سبيل المثال، دعم تربية الأبناء.

## أربعة نماذج

### العقلانية
تعد العقلانية واحدة من الأفكار الأساسية في جميع عناصر العلاج السلوكي الجدلي، وتُعتبر أساسًا للمهارات الأخرى التي تُعلَّم في مجال العلاج السلوكي الجدلي، لأنها تساعد الأفراد على تقبل وتحمل الانفعالات العاطفية الجياشة التي قد يشعرون بها حينما يبدؤون بتحدي عاداتهم، أو عند التعرض لمواقف مزعجة.
يستمد التأمل والعقلانية المستخدمان في العلاج السلوكي الجدلي مفهوميهما من الممارسات البوذية التقليدية، لكن الصيغة التي تُدرس بها في العلاج السلوكي الجدلي لا تتضمن أي مفاهيم دينية أو ميتافيزيقية. تعتبر هذه الممارسات نوعًا من أنواع التدرب على إيلاء الاهتمام وبعد النظر وعدم الحكم على الحياة في اللحظة الراهنة؛ يختبر المرء مشاعره وحواسه بالكامل، ولكن من منظور أوسع. تهدف ممارسة العقلانية إلى جعل الناس أكثر وعيًا ببيئتهم من خلال حواسهم الخمس: اللمس، والشم، والبصر، والتذوق، والسمع. تعتمد العقلانية اعتمادًا كبيرًا على مبدأ التقبل، ويُشار إليها أحيانًا باسم «القبول الجذري». تعتمد مهارات التقبل الجذري على قدرة المريض على رؤية الوضع دون إصدار أحكام، وتقبل المواقف والمشاعر المصاحبة لها. يساعد ذلك في تقليل مقدار الشعور بالضيق بصفة عامة، والذي يمكن أن يؤدي إلى تقليل الشعور بعدم الارتياح والحد من مجموعة أعراض المرض.

### التقبل والتغيير
تناقش الجلسات القليلة الأولى من العلاج السلوكي الجدلي العلاقة المنطقية الجدلية بين القبول والتغيير. يجب أن يصبح المريض مرتاحًا مبدئيًا لفكرة العلاج؛ حالما تنشأ علاقة قائمة على الثقة بين المريض والمعالج، تنتعش تقنيات عمل العلاج السلوكي الجدلي. يتمثل جزء أساسي من تعلم التقبل في فهم فكرة القبول الجذري أولًا. من مبادئ القبول الجذري أن المرء ينبغي أن يواجه المواقف الإيجابية والسلبية على حد سواء دون أحكام. يشمل التقبل أيضًا مهارتي العقلانية والتنظيم الانفعالي اللتين تعتمدان على فكرة القبول الجذري. تميز هاتان المهاراتان على وجه التحديد العلاجَ السلوكي الجدلي عن العلاجات الأخرى.
في كثير من الأحيان، بعد أن يتعرف المريض على فكرة التقبل، يتبعها بفكرة التغيير.

## اقرأ أيضاً
- علاج سلوكي
- علاج سلوكي معرفي
- ذكاء مدني
- علاج تخطيطي
- إعادة البناء الإدراكي
- اضطراب الشخصية الحدي.